# Nicolas Coutelot
Nicolas Coutelot (n. 9 de febrero de 1977 en Estrasburgo, Francia) es un tenista profesional francés que alcanzó estar entre los 100 mejores jugadores en el 2002. En el 2004 falló una prueba antidrogas, motivo por el cual fue suspendido por dos meses.

## 1996–2004
En el Torneo de Roland Garros causó la mayor sorpresa al vencer, en segunda ronda, al ex Nº 1 del ranking Marcelo Ríos en sets corridos. En la siguiente ronda perdió en una batalla de cinco sets frente a Wayne Arthurs. En el mismo torneo, pero en el año 2002, causó controversia al afirmar que el español Juan Carlos Ferrero habría simulado una lesión, luego de perder el partido en el set final. Sin embargo, Ferrero si estaba lesionado realmente, como se pudo ver cuando se cayó en una práctica contra Tommy Robredo.
Su mejor posición durante su carrera en individuales fue Nº 87, no habiendo ganado título alguno de la ATP.

## Suspensión por Drogas
Coutelot fue suspendido en el 2004 por dos meses luego de haber dado positivo por cannabis mientras intentaba calificar para el Torneo de Viña del Mar 2004.